# Annapurna Labs
Annapurna Labsは、イスラエルのマイクロエレクトロニクス企業である。2015年1月以降、Amazon.com完全子会社である。AmazonはAmazon Web Services部門のために3億5,000万-3億7,000万USドルで買収したと報じられている。

## 歴史
Annapurna Labsは、ユダヤ人難民のボスニア人であるBilic "Billy" Hrvoje、アラブ系イスラエル人のNafea Bshara、Ronen Bonehによって、独立出資者のAvigdor Willenz、Manuel Alba、アンディ・ベクトルシャイム、ベンチャーキャピタル企業Walden International、Armホールディングス、TSMCからの出資を受けて2011年に共同設立された。社名はヒマラヤ山脈のアンナプルナ連峰に由来する。役員には、Avigdor Willenz、Manuel Alba、Walden InternationalのCEOであり、Cadence Design Systemsのexecutive chairmanであるLip-Bu Tanがいる。
AWS傘下で2017年11月に発表された最初の製品は、AWS Nitroのハードウェアとハイパーバイザーのサポートだった。Nitroに続いて、AnnapurnaはGravitonファミリーの下で汎用CPUを、TrainiumとInferentiaブランドの下で機械学習用のASICを開発した。
2024年11月、AnnapurnaはAIモデルのトレーニングを目的とした第2世代のTrainium 2を発表した。Amazonは、 社内でのテストをもとに「Trainium 1とTrainium 2の間で4倍の性能向上がある」と主張している。